# Зилер, Эрнст
Эрнст Зилер (нем. Ernst Sieler; 22 августа 1893 — 6 октября 1983) — немецкий офицер, участник Первой и Второй мировых войн, генерал-лейтенант, кавалер Рыцарского креста с Дубовыми листьями.

## Начало военной карьеры
В марте 1913 года поступил на военную службу фанен-юнкером (кандидат в офицеры), в пехотный полк. С июня 1914 — лейтенант.

## Первая мировая война
Командовал пехотным взводом, затем ротой. С октября 1917 года — старший лейтенант. За время войны награждён Железными крестами обеих степеней.

## Между мировыми войнами
Продолжил службу в рейхсвере. К началу Второй мировой войны — командир пехотного полка, полковник.

## Вторая мировая война
В мае-июне 1940 года — участвовал во Французской кампании, награждён планками к Железным крестам обеих степеней (повторное награждение).
С 22 июня 1941 года — участвовал в германо-советской войне. В сентябре 1941 года — награждён Рыцарским крестом.
Бои в районе Демянска. С ноября 1942 года — командир 304-й пехотной дивизии.
С января 1943 года — генерал-майор. Бои на реке Миус. С июля 1943 — генерал-лейтенант.
В феврале 1944 года — награждён Золотым немецким крестом. В июне 1944 года — награждён Дубовыми листьями к Рыцарскому кресту (за бои в районе Одессы).
С февраля 1945 года — командующий 59-м армейским корпусом. Бои на Одере.
9 мая 1945 года, после капитуляции Германии, взят в советский плен.

## После войны
Отпущен из советского плена в октябре 1955 года.